# Chlorophorus annularis
Chlorophorus annularis là một loài bọ cánh cứng trong họ Cerambycidae.